# Apeadeiro de Adémia
O Apeadeiro de Adémia é uma interface da Linha do Norte, que serve a localidade de Adémia, no concelho de Coimbra, em Portugal.

## Descrição
Este apeadeiro está situado junto à Rua da Espertina, na localidade de Adémia. Paralelamente a este apeadeiro, a nascente, situa-se o ramal particular Coimbra-B Moacir, que entronca na Linha do Norte na direção de Coimbra-B, 3 km a sul.

## História
Este apeadeiro situa-se no troço da Linha do Norte entre as Estações de Taveiro e Estarreja, que entrou ao serviço em 10 de Abril de 1864, pela Companhia Real dos Caminhos de Ferro Portugueses.

Um diploma de 15 de Outubro de 1954 da Direcção-Geral dos Transportes Terrestres autorizou dois planos para modificação de tarifas, tendo um destes sido relativo à abertura de um novo apeadeiro, denominado de Adémia.